# 宗方小太郎
宗方 小太郎（むなかた こたろう 1864年8月6日（元治元年7月5日） - 1923年（大正12年）2月5日）は、熊本県宇土市生まれのジャーナリスト・大陸浪人。号北平。

## 経歴
佐々友房の熊本済々黌に学ぶ。1884年10月上海渡航、1890年上海に荒尾精が設立した日清貿易研究所で学生の教育・監督を担当、1893年1月同研究所を辞して帰国、1893年7月大日本帝国海軍嘱託、1896年2月『漢報』を買収、1898年11月東亜同文会の設立に参加、1907年10月上海の『時報』の発行名義人となる、1914年10月東方通信社を設立し同社社長。1923年2月5日死去、享年58。